# جون جيبسون (لاعب هوكي جليد)
جون جيبسون هو لاعب هوكي جليد كندي، ولد في 2 يونيو 1959 في سانت كاثرينز في كندا.

## وصلات خارجية
- جون جيبسون على موقع دوري الهوكي الوطني (الإنجليزية)
- جون جيبسون على موقع قاعة مشاهير الهوكي (لاعب أن.إتش.أل) (الإنجليزية)
- جون جيبسون على موقع EliteProspects.com (الإنجليزية)
- جون جيبسون على موقع HockeyDB.com (الإنجليزية)
- جون جيبسون على موقع Hockey-Reference.com (الإنجليزية)